# Urgun (huyện)
Urgun là một huyện thuộc tỉnh Paktika, Afghanistan. Dân số thời điểm năm 1999 là 45,751 người.